# كريس بيلي
كريس بيلي (بالإنجليزية: Chris Billy)‏ (2 يناير 1973 بهدرسفيلد في المملكة المتحدة - ) هو لاعب كرة قدم بريطاني في مركز الوسط. لعب مع نادي بليموث أرجايل ونادي بوري ونادي كارلايل يونايتد ونوتس كاونتي وهدرسفيلد تاون ونادي هاليفاكس تاون وأوست تاون ‏ وFarsley Celtic F.C. ‏.

## وصلات خارجية
- كريس بيلي على موقع قاعدة بيانات كرة القدم.إي يو (الإنجليزية)
- كريس بيلي على موقع Soccerbase.com (لاعب) (الإنجليزية)